# بلوباکا ، ماهاجانکا دوم
بلوباکا (به لاتین: Belobaka) یک منطقهٔ مسکونی در ماداگاسکار است که در ماهاجانگا دوم (بخش) واقع شده‌است.
 بلوباکا  ۱۲٬۰۰۰ نفر جمعیت دارد و ۲۰ متر بالاتر از سطح دریا واقع شده‌است.